# 帕拉特卡 (马加丹州)
帕拉特卡（羅馬化：Palatka）是俄罗斯马加丹州的市级镇、哈森区行政中心，地处马加丹州西南部，位于鄂霍次克海流域内一河流哈森河（Хасын）畔，在州府马加丹北偏东方。R504公路（科雷马公路）经过该地。
1953年设市级镇。该地2021年人口有3,562人；2010年人口4,244；2002年人口4,888；1989年人口10,496。